# Herentalsepoort

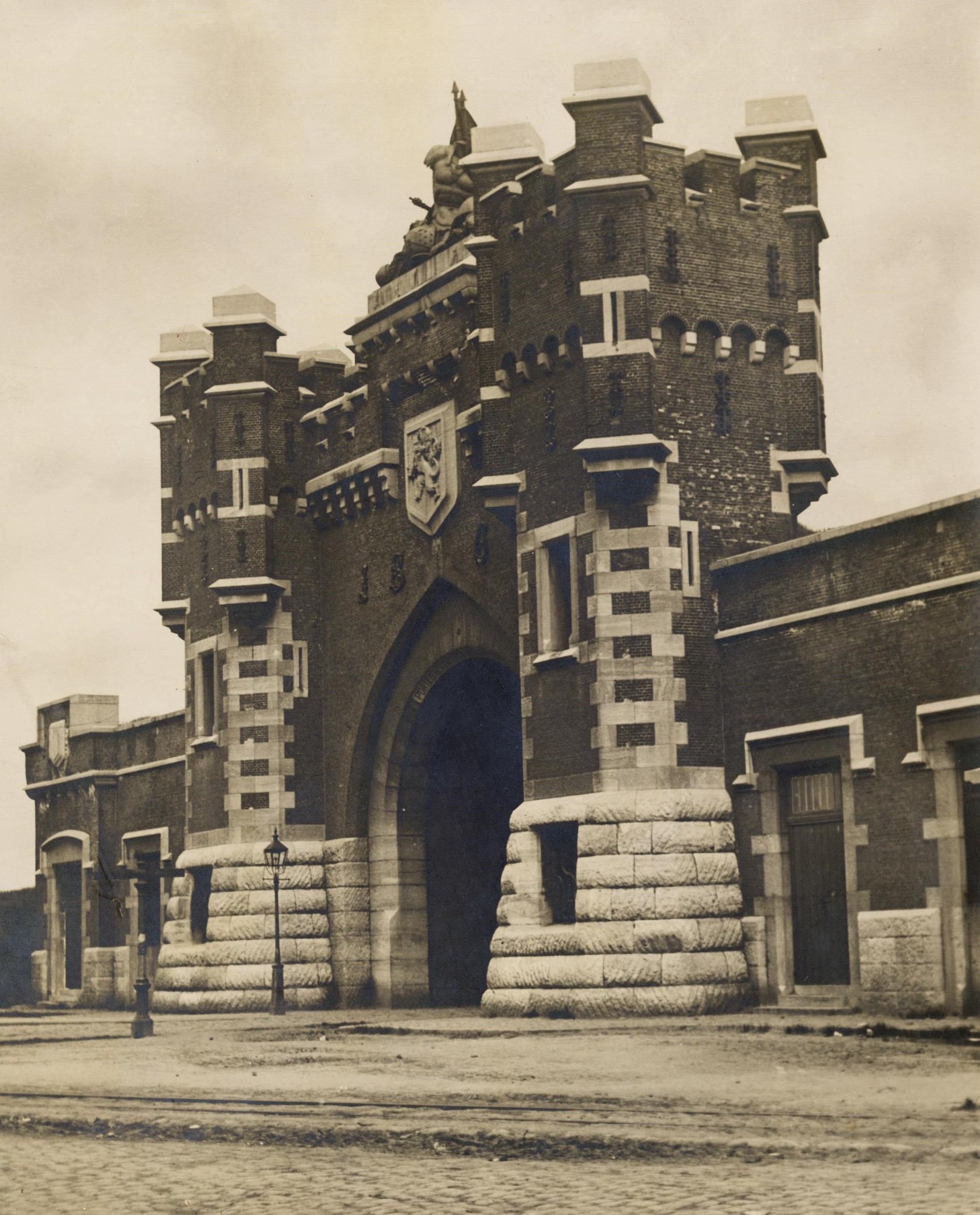

De Herentalsepoort was een in 1864 door architect Felix Pauwels ontworpen en onder Brialmont gebouwde en in 1931 gesloopte poort in de Stelling van Antwerpen die Borgerhout via de Stenenbrug met het zuiden van Deurne verbond. Zij vormde in haar neogotische bouwstijl met de Turnhoutsepoort een tweelingpoort. Tussen beide poorten lag de naar de hoek van de fronten 5 en 6 genoemde batterij 5/6. Het huidig kruispunt van de Stenenbrug met de Noordersingel, een onderdeel van de Singel R10, wordt naar deze poort genoemd. In tegenstelling tot het huidige kruispunt met dezelfde naam lag de vroegere Herentalsepoort niet in het verlengde van de Stenenbrug maar meer noordwaarts tegen de Turnhoutsebaan aan, daar waar zich nu het kruispunt van de Luikpoort bevindt.
Van noord naar zuid met de klok mee: Oosterweelsepoort · Ekersepoort · Bredapoort · Schijnpoort · Turnhoutsepoort · Herentalsepoort · Leopoldpoort · Louisapoort · Borsbeeksepoort · Spoorbaanpoort · Berchemsepoort · Mechelsepoort · Edegemsepoort · Wilrijksepoort · Sint-Laureinspoort · Kielsepoort · Boomsepoort · Spoorwegpoort · Sint-Bernardsepoort · Sint-Michielspoort · Hobokensepoort